# Chassy, Cher

Chassy este o comună în departamentul Cher, Franța. În 1 ianuarie 2022 avea o populație de 234 de locuitori.